# Ties van der Lecq
Ties van der Lecq (10 de marzo de 2000) es un deportista neerlandés que compite en bádminton. Ganó una medalla de bronce en el Campeonato Europeo de Bádminton de 2022, en la prueba de dobles.

## Palmarés internacional
| Campeonato Europeo | Campeonato Europeo | Campeonato Europeo | Campeonato Europeo |
| Año                | Lugar              | Medalla            | Prueba             |
| ------------------ | ------------------ | ------------------ | ------------------ |
| 2022               | Madrid (España)    | Medalla de bronce  | Dobles             |